# Apodemus mystacinus
Apodemus mystacinus es una especie de roedor de la familia Muridae.

## Distribución geográfica
Se encuentra en Albania, Bosnia y Herzegovina, Croacia,  Georgia, Grecia, Irán, Irak, Israel, Jordania, Líbano, Arabia Saudita, Serbia y Montenegro.